# Kostiantyn Jaroszenko
Kostiantyn Jurijowycz Jaroszenko, ukr. Костянтин Юрійович Ярошенко (ur. 12 września 1986 w Woroszyłowgradzie) – ukraiński piłkarz, występujący na pozycji pomocnika.

## Kariera piłkarska

### Kariera klubowa
Wychowanek klubu Zoria Ługańsk oraz Akademii Piłkarskiej Szachtara Donieck. 25 sierpnia 2002 debiutował w trzeciej drużynie Szachtara. Występował również w drugiej drużynie Szachtara. W 2005 został wypożyczony do Metalista Charków, w składzie którego 3 kwietnia 2005 debiutował w Wyższej Lidze w meczu przeciwko Zakarpattia Użhorod (0:0). Potem został wypożyczony do Arsenału Kijów i Czornomorca Odessa. W 2008 grał na wypożyczeniu w Illicziwcu Mariupol, a w 2009 w Worskły Połtawa. Latem 2009 ponownie wypożyczony do Illicziwca Mariupol. Latem 2012 po wygaśnięciu kontraktu z Szachtarem podpisał nowy kontrakt z Illicziwcem, w którym grał do czerwca 2013, po czym przeszedł do FK Sewastopol. 19 czerwca 2014 roku przeniósł się do Urału Jekaterynburg. 30 maja 2016 opuścił Urał. 15 września 2016 zasilił skład Karpat Lwów. 13 grudnia 2016 za obopólną zgodą kontrakt został anulowany. 20 marca 2017 wrócił do Illicziwca Mariupol. 10 sierpnia 2017 przeszedł do KPV Kokkola. 10 lipca 2019 wrócił do Czornomorca.

### Kariera reprezentacyjna
Od 2001 występował w reprezentacji Ukrainy U-17, oraz reprezentacji Ukrainy U-19. W latach 2006–2008 bronił barw młodzieżowej reprezentacji Ukrainy.

## Sukcesy i odznaczenia

### Sukcesy klubowe
- mistrz Perszej Lihi: 2007/08

### Sukcesy indywidualne
- wybrany do listy 33 najlepszych piłkarzy Ukrainy: Nr 2 - 2006